# 田村太郎
田村 太郎（たむら たろう、旧姓・牧野、1904年（明治37年）11月 - 1984年（昭和59年）1月2日）は、日本の実業家。尼崎造船社長・興亜海上火災運送常監・大阪曹達監査を務めた。

## 人物
大阪府出身。牧野太吉の二男に生まれ、田村家の死跡を相続した。1930年、京都帝国大学法科を卒業した。趣味は柔道、読書。宗教は真宗。住所は兵庫県尼崎市難波通、大阪市北区中之島。

## 家族・親族
田村家
- 妻・花子（1910年[1]、あるいは1909年[7] - ?、尼崎汽船取締役[1]、大阪、尼崎伊三郎の三女[7]）
- 長男、二男[1]

親戚
- 妻の父・尼崎伊三郎（尼崎造船会長）